# Juan Antonio Bardem
Juan Antonio Bardem (Madrid, 1922. június 2. – Madrid, 2002. október 30.) spanyol forgatókönyvíró, filmrendező.

## Életpályája
Agronómusnak készült, de a családi hagyományokat követve színész lett. 1947-ben diplomázott a Filmművészeti Főiskola rendező szakán. Előbb dokumentumfilmeket forgatott, majd a Földművelésügyi Minisztérium számára Luis García Berlanga társaságában forgatókönyveket írt. Az 1953-ban bemutatott Isten hozta Mr. Marshall! szatirikus szövegével aratta első nagy sikerét. 1953–1955 között az Objectivo főszerkesztője volt. Ezt követően önálló rendezései (Komédiások, 1954; A biciklista halála, 1955; Főutca, 1956) tették világhírűvé. 1958-ban megalapította az UNINCI céget. 1961-ben Argentínában forgatott. 1977-től képviselőként is dolgozott. A Francisco Franco-rezsim egy ízben börtönbe vetette, és csak a nemzetközi közvélemény felháborodásának hatására helyezték szabadlábra.
Művészetének jellemzője a mély humanizmus, szárnyaló képzelet, kifinomult képszerkesztés, harcos társadalom-kritika. Stílusára nagymértékben hatott Szergej Mihajlovics Eisenstein. Mint az Objectivo című folyóirat főszerkesztője, számottevő elméleti munkásságot is folytatott.

## Családja
Szülei: Rafael Bardem (1889–1972) és Matilde Muñoz Sampedro (1900–1969) színészek voltak. Felesége María Aguado Barbado volt. Négy gyermekük született: Miguel Bardem (1964), filmrendező, forgatókönyvíró; Juan Bardem, Rafael Bardem és Maria Bardem. Carlo Bardem (1963), Mónica Bardem (1964) és Javier Bardem (1969) színészek nagybátya volt.

## Filmjei
- Séta egy régi háború felett (Paseo por una guerra antigua) (1948)
- Barajas, nemzetközi repülőtér (1950)
- Micsoda boldog pár! (Esa pareja feliz) (1953)
- Isten hozta, Mr. Marshall! (1953)
- Vőlegény látszatra (Novio a la vista) (1953)
- Sok szerencsét Pascuas! (Felices pascuas) (1954)
- Komédiások (1954)
- Tiltott fürdő (Playa prohibida) (1954)
- A biciklista halála (1955)
- Főutca (1956)
- Don Juan (1956)
- A bosszú (1958)
- Szonáták (1959)
- Délután 5-kor Madridban (1961)
- A szörnyű éjszaka (1961)
- Az ártatlanok (Los inocentes) (1962)
- Egy asszony járt itt (1963)
- A villanyzongorák (Los pianos mecánicos) (1964)
- A háború utolsó napja (El último día de la guerra) (1969)
- Chris Miller megvesztegetése (La corrupción de Chris Miller) (1973)
- Rejtelmes sziget (1973)
- A hosszú hétvége (1977)
- A kutya (1977)
- A jelölt (1978)
- Hét januári nap (1979)
- Figyelmeztetés I.-II. (1982)
- Egy igazi úr (1985)
- Lorca, egy költő halála (Lorca, muerte de un poeta) (1987–1988)
- Resultado final (1998)

## Díjai
- Cannes-i Filmfesztivál Fipresci-díja (1955) A biciklista halála
- Sant Jordi-díj (1957, 1960, 1977)
- Berlini Nemzetközi Filmfesztivál UNICRIT-díja (1963) Az ártatlanok
- Moszkvai Nemzetközi Filmfesztivál Arany díja (1977, 1979)
- Tiszteletbeli Goya-díj (2002)